# Gare de Riglos-Concilio
Ne doit pas être confondu avec Gare de Riglos.
La gare de Riglos-Concilio, anciennement appelée Riglos, est une halte ferroviaire espagnole de la ligne de la bifurcation de Canfranc à Canfranc (204), située sur le territoire de la commune de Las Peñas de Riglos, dans la comarque de la Hoya de Huesca/Plana de Uesca, dans la province de Huesca, en Aragon. 
Elle est mise en service en 1893 par la Compañía de los Caminos de Hierro del Norte de España(CCHNE) et fermée en 2020 par Renfe Operadora. 

## Situation ferroviaire
Établie à 577 mètres d'altitude, la gare de Riglos-Concilio est située au point kilométrique (PK) 125,214 de la ligne de la bifurcation de Canfranc à Canfranc, entre les gares d'Ayerbe et de Riglos.

## Histoire
La gare a été inaugurée le 1er juin 1893, lors de l'ouverture du tronçon entre Huesca et Jaca de la ligne devant relier Saragosse à la frontière française. Bien que ce tronçon a été ouvert et exploité dès le début par la compagnie Norte, la concession initiale avait été attribuée à la Sociedad Anónima Aragonesa, qui l’a ensuite cédée à Norte. 
En 1941, la nationalisation du chemin de fer en Espagne a entraîné la disparition des compagnies existantes et leur intégration dans la nouvellement créée RENFE.
Depuis le 31 décembre 2004, Renfe Operadora exploite le trafic ferroviaire tandis qu'ADIF est propriétaire des installations. La gare a été renommée ultérieurement Riglos-Concilio afin de la distinguer de l'autre gare portant le même nom.
Le 29 septembre 2008, ADIF a annoncé la rénovation du bâtiment voyageurs, comprenant des travaux de menuiserie, le retrait des éléments en mauvais état et la fermeture des accès, dans le but d’améliorer son apparence. Sur le quai rénové, un abri a été construit, équipé de bancs et adapté aux personnes à mobilité réduite. Les travaux comprenaient aussi l’installation d’un nouvel éclairage et la démolition de bâtiments auxiliaires inutilisés et le nettoyage de la végétation. Les travaux de la gare de Riglos-Concilio ont coûté 54 200 €.
En 2013, Renfe Operadora a suspendu le trafic voyageurs.
La gare a été réouverte le 7 avril 2019, mais uniquement comme point d’arrêt à la demande. 
Elle est de nouveau fermée le 17 mars 2020, le service a de nouveau été supprimé.